# Caliubia
Caliubia (em árabe: محافظة القليوبية; romaniz.: Muḥāfāzah Al-Qalyūbyah) é uma província (moafaza) do Egito sediada em Banha. Possui 1 124 quilômetros quadrados e segundo censo de 2018, havia 5 744 425 habitantes.